# Битва при Касселе (1071)
Битва при Касселе состоялась 22 февраля 1071 года между Робертом I (известным также как Роберт Фриз) и его племянником Арнульфом III (сыном Бодуэна VI). Арнульф унаследовал графство Фландрия после смерти отца в 1070 году и был поддержан своей матерью Рихильдой д’Эгисхейм. Однако Роберт решил добыть себе престол мечом, и начал быстро собирать сторонников в северной Фландрии, где были сосредоточены основные силы Арнульфа.
На стороне Арнульфа были такие рыцари, как Евстахий II, Евстахий III и Готфрид Бульонский. Более того, Арнульфа поддержал даже французский король Филипп I, так как тётя Филиппа — Адела — была женой графа Фландрии Бодуэна V. Среди помощи, посланной Филиппом Арнульфу, был отряд нормандских рыцарей, возглавляемый Уильямом Фиц-Осберном.
Силы Роберта атаковали численно превосходящую армию Арнульфа прежде, чем та смогла построиться. В итоге Арнульф был убит Гербольдом Фламандцем, погиб и Уильям Фиц-Осберн, а Рихильда оказалась в плену войск Роберта. Однако сам Роберт был взят в плен Евстахием II. В итоге, Рихильду обменяли на Роберта.